# Retreat from the Sun
Retreat from the Sun es el tercer y último álbum de estudio de la banda That Dog (escrito that dog.), lanzado en 1997 por Geffen Records. El álbum comenzó su vida como primer álbum en solitario de Anna Waronker, y si se escucha atentamente, esos orígenes son evidentes, pero finalmente, por exigencias de la discográfica (según Waronker), fue publicado como último álbum de that dog.. Las canciones son más estrictas y más melódicas que los álbumes anteriores, demostrando un crecimiento considerable en la carrera de la banda. El único sencillo extraído del álbum fue "Never Say Never", que alcanzó el nº 27 en las listas del Billboard Modern Rock Tracks, y también se realizó un video musical del mismo.

## Lista de canciones
- Todas las canciones escritas por Anna Waronker, excepto donde se indique.

1. "I'm Gonna See You" – 4:15
2. "Never Say Never" – 3:16
3. "Being With You" – 3:47
4. "Gagged and Tied" (Waronker, Petra Haden, Rachel Haden, Tony Maxwell, Steven McDonald) - 3:18
5. "Retreat from the Sun" – 3:39
6. "Minneapolis" – 3:50
7. "Annie" – 3:40
8. "Every Time I Try" – 4:28
9. "Long Island" – 2:36
10. "Hawthorne" – 2:36
11. "Did You Ever" (Waronker, John Goldman) – 3:07
12. "Cowboy Hat" – 3:51
13. "Until the Day I Die" – 4:17

## Personal
- Anna Waronker – voz principal, guitarra, piano
- Petra Haden – voz, violín
- Rachel Haden – voz, bajo
- Tony Maxwell – batería, guitarra eléctrica, percusión
- Charlotte Caffey – guitarra eléctrica, sintetizadores
- Alix Fournier – corno francés
- Chick Woverton – guitarra, Shaker
- Greg Calbi – masterización
- Jesse Frohman – fotografía
- Chris Lord-Alge – mezcla
- John Paterno – ingeniero, mezcla
- Francesca Restrepo – dirección de arte, diseño
- That Dog – producción, arreglos
- Brad Wood – producción, arreglos, mezcla
- Luke Wood – A&R